# Deceiver of the Gods
Deceiver of the Gods è il nono album in studio della band svedese melodic death metal Amon Amarth, pubblicato il 21 giugno 2013. Nell'edizione digipak del disco è incluso anche un EP contenente quattro canzoni.

## Tracce
1. Deceiver of the Gods – 4:19
2. As Loke Falls – 4:38
3. Father of the Wolf – 4:19
4. Shape Shifter – 4:02
5. Under Siege – 6:17
6. Blood Eagle – 3:15
7. We Shall Destroy – 4:25
8. Hel (feat. Messiah Marcolin, ex Candlemass) – 4:09
9. Coming of the Tide – 4:16
10. Warriors of the North – 8:12

Durata totale: 47:52

## L'EPUnder the Influence
Le quattro canzoni dell'Extended Play sono composizioni originali degli Amon Amarth ma suonate con lo stile di altre famose band della scena metal: nell'ordine Judas Priest, Black Sabbath, Motörhead e AC/DC. In Satan Rising la voce è distorta elettronicamente in modo da assomigliare a quella di Ozzy Osbourne, storico frontman dei Black Sabbath.
1. Burning Anvil of Steel – 4:27
2. Satan Rising – 4:20
3. Snake Eyes – 3:13
4. Stand Up to Go Down – 3:27

Durata totale: 15:27

## Formazione

### Gruppo
- Johan Hegg - voce
- Olavi Mikkonen - chitarra
- Johan Soderberg - chitarra
- Ted Lundström - basso
- Frederik Andersson - batteria

### Altri musicisti
- Messiah Marcolin (ex Candlemass) − voce in "Hel"